# Sovětský revoluční kalendář

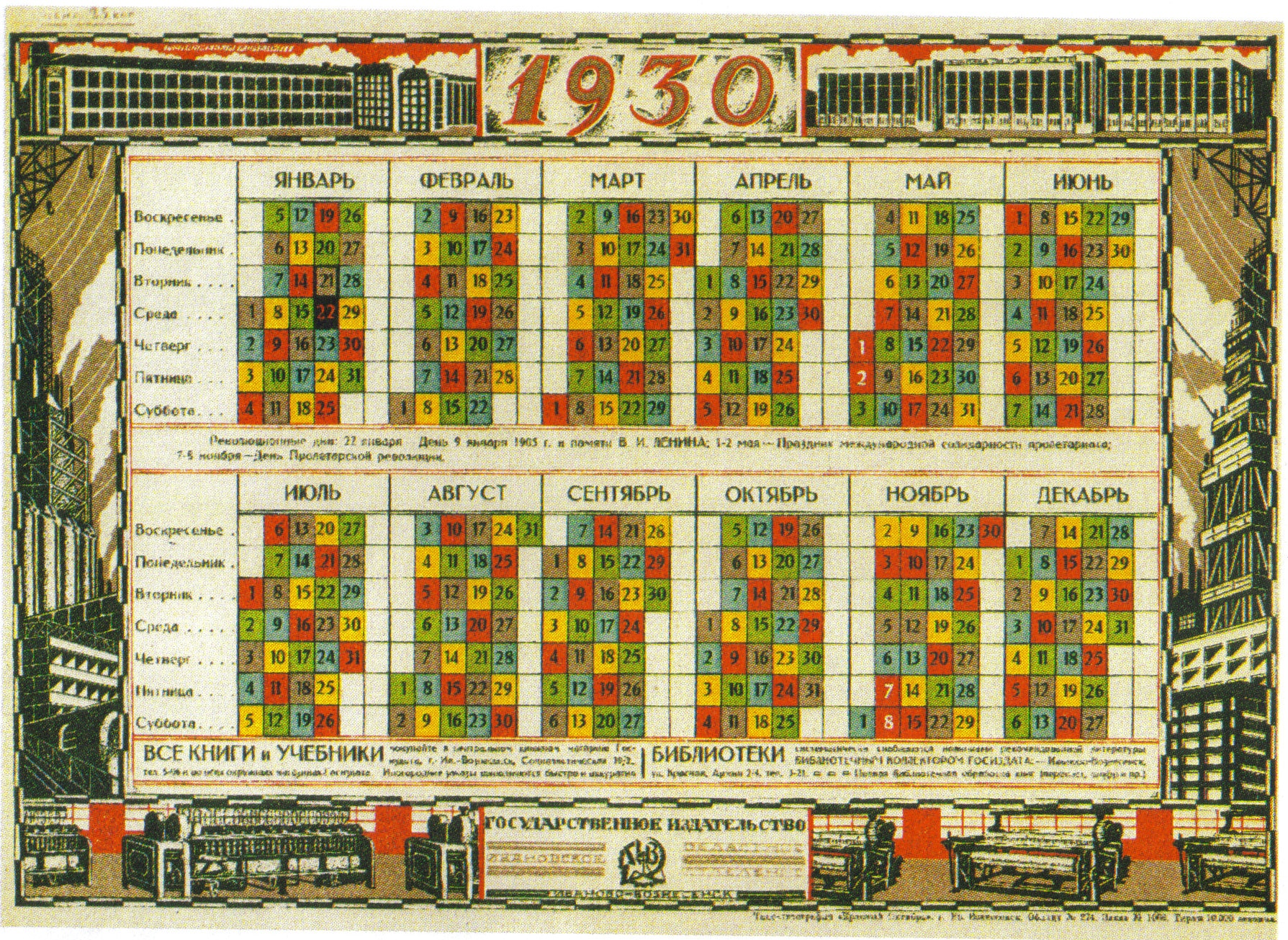
Kalendář z roku 1930, kde jsou barvami vyznačeny volné dny pěti skupin pracujících. Názvy dnů (vlevo) jsou tradiční.

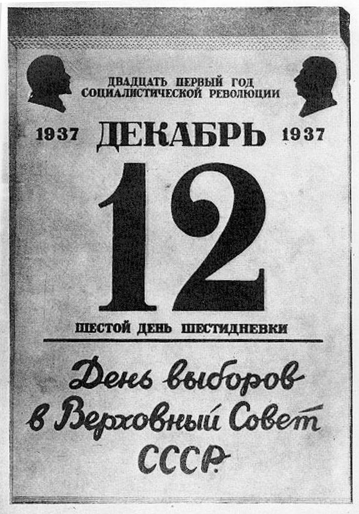
12. prosinec 1937 - den voleb - byl šestý den šestidenního týdne.

Sovětský revoluční kalendář se používal v Sovětském svazu v letech 1929 až 1940. 
Krátce po ruské revoluci dekretem zrušil Vladimir Iljič Lenin používání juliánského kalendáře a zavedl gregoriánský kalendář. Změna byla provedena vypuštěním dní od 1. do 13. února 1918 – po 31. lednu tedy následoval 14. únor.
1. října 1929 byla zavedena nová verze sovětského kalendáře. V tomto kalendáři bylo 12 měsíců po 30 dnech a zbylých 5 dní byly svátky bez příslušnosti k jakémukoliv týdnu nebo měsíci. Tyto svátky byly:
- Leninův den – 1 den po 30. lednu
- Dny pracujících – 2 dny po 30. dubnu
- Průmyslové dny – 2 dny po 7. listopadu
- a v přestupné roky – přestupný den po 30. únoru

Sedmidenní týden byl zrušen a nahrazen pětidenním týdnem (tzv. pjatidněvka) a zároveň byla zrušena neděle jako křesťanský den volna. Namísto toho byli všichni pracující rozděleni do pěti skupin – žlutá, růžová, červená, modrá a zelená. Každá skupina měla jeden z pěti dnů nového týdne volný. Cíl byl zvýšit výkonnost průmyslu zrušením přestávky v práci během volného dne.
Přestože měli pracující s použitím nového kalendáře více dní volna (jeden den z pěti místo jednoho dne ze sedmi), nesetkal se nový systém s kladnou odezvou. Rozdělení lidí do pěti skupin totiž ztížilo rodinný a sociální život. Předpokládané zvýšení efektivnosti se v praxi také neprojevilo. Ukazuje se, že i v tomto období se gregoriánský kalendář používal. Například podle výtisků sovětské Pravdy je vidět, že v roce 1930 a 1931 měl únor pouhých 28 dnů. 
Od 1. prosince 1931 bylo obnoveno používání standardních měsíců. Týden měl nyní šest dní (šestidněvka), takže vznikly společné volné dny – každý 6., 12., 18., 24. a 30. den v měsíci bylo volno. Místo tradičních názvů se dny v týdnu prostě číslovaly ("první" až "šestý", kdy bylo volno). 31. den zůstal mimo šestidenní cyklus a byl střídavě pracovní a volný. V praxi byla ale nedělní tradice velmi silná. Pracující často nepracovali ani v oficiální volný den ani v neděli. V roce 1940 byl obnoven starý sedmidenní týden.